# Воля-Боброва
Воля-Боброва (пол. Wola Bobrowa) — село в Польщі, у гміні Войцешкув Луківського повіту Люблінського воєводства.
Населення — 210 осіб (2011).
У 1975-1998 роках село належало до Седлецького воєводства.

## Демографія
Демографічна структура станом на 31 березня 2011 року:
|          | Загалом | Допрацездатний вік | Працездатний вік | Постпрацездатний вік |
| -------- | ------- | ------------------ | ---------------- | -------------------- |
| Чоловіки | 106     | 24                 | 70               | 12                   |
| Жінки    | 104     | 27                 | 47               | 30                   |
| Разом    | 210     | 51                 | 117              | 42                   |